# Brunswick (Vermont)
Pour les articles homonymes, voir Brunswick.
Brunswick est une ville américaine située dans le Comté d'Essex, dans le Vermont. Selon le recensement de 2020, sa population est de 88 habitants.